# Indiana Jones and the Dial of Destiny
Indiana Jones and the Dial of Destiny är en amerikansk action-äventyrsfilm från 2023, med Harrison Ford i huvudrollen som arkeologen Indiana Jones i den femte och sista delen av Indiana Jones-franchisen. Filmen är regisserad av James Mangold, som även skrivit manus tillsammans med Jez Butterworth och John-Henry Butterworth. Det är den första filmen som inte regisseras av Steven Spielberg och inte skrivits av George Lucas. Istället har båda rollen som exekutiv producent för filmen.
Filmen hade biopremiär i Sverige den 28 juni 2023, utgiven av Walt Disney Studios Motion Pictures.

## Rollista (i urval)
- Harrison Ford – Indiana Jones
- Phoebe Waller-Bridge – Helena Shaw
- Antonio Banderas – Renaldo
- Karen Allen – Marion
- John Rhys-Davies – Sallah
- Mads Mikkelsen – Jürgen Voller
- Shaunette Renée Wilson – Mason
- Toby Jones – Basil Shaw
- Boyd Holbrook – Klaber
- Thomas Kretschmann – överste Weber
- Olivier Richters – Hauke